# Jacinto Barquín
Jacinto Barquín Rivero (3 de setembro de 1915 - data de morte desconhecida) foi um futebolista cubano. 

## Carreira
Jacinto Barquín fez parte do elenco da histórica Seleção Cubana de Futebol que disputou a Copa do Mundo de 1938. Barquin também disputou as Eliminatórias da Copa de 1950, marcando um gol

## Ligações Externas
- Perfil em Fifa.com (em inglês)